# Horodenský rajón
Horodenský rajón (ukrajinsky Городенківський район) byl rajón v Ivanofrankivské oblasti na Ukrajině. Hlavním městem byla Horodenka a rajón měl přibližně 52 tisíc obyvatel. 

## Sídla v rajónu
- Černelycka
- Horodenka